# Omega Pharma-Lotto/Saison 2011

Trikot 2011

Dieser Artikel listet Erfolge und Mannschaft des Radsportteams Omega Pharma-Lotto in der Saison 2011 auf.

## Erfolge in der UCI WorldTour
In den Rennen der Saison 2011 der UCI WorldTour gelangen die nachstehenden Erfolge.
| Datum        | Rennen                          | Sieger                |
| ------------ | ------------------------------- | --------------------- |
| 13. März     | 5. Etappe Tirreno–Adriatico     | Philippe Gilbert      |
| 17. April    | Amstel Gold Race                | Philippe Gilbert      |
| 20. April    | La Flèche Wallonne              | Philippe Gilbert      |
| 24. April    | Liège-Bastogne-Liège            | Philippe Gilbert      |
| 13. Mai      | 7. Etappe Giro d’Italia         | Bart De Clercq        |
| 6. Juni      | 1. Etappe Critérium du Dauphiné | Jurgen Van Den Broeck |
| 2. Juli      | 1. Etappe Tour de France        | Philippe Gilbert      |
| 12. Juli     | 10. Etappe Tour de France       | André Greipel         |
| 16. Juli     | 14. Etappe Tour de France       | Jelle Vanendert       |
| 30. Juli     | Clásica San Sebastián           | Philippe Gilbert      |
| 9. August    | 1. Etappe Eneco Tour            | André Greipel         |
| 10. August   | 2. Etappe Eneco Tour            | André Greipel         |
| 11. August   | 3. Etappe Eneco Tour            | Philippe Gilbert      |
| 9. September | Grand Prix Cycliste de Québec   | Philippe Gilbert      |

## Erfolge in der UCI Europe Tour
In den Rennen der Saison 2011 der UCI Europe Tour gelangen die nachstehenden Erfolge.
| Datum         | Rennen                                        | Kat. | Sieger           |
| ------------- | --------------------------------------------- | ---- | ---------------- |
| 16. Februar   | 1. Etappe Volta ao Algarve                    | 2.1  | Philippe Gilbert |
| 19. Februar   | 4. Etappe Volta ao Algarve                    | 2.1  | André Greipel    |
| 5. März       | Strade Bianchi                                | 1.1  | Philippe Gilbert |
| 29. März      | 1. Etappe Drei Tage von De Panne              | 2.HC | André Greipel    |
| 13. April     | Brabantse Pijl                                | 1.1  | Philippe Gilbert |
| 29. April     | 6. Etappe Presidential Cycling Tour of Turkey | 2.HC | André Greipel    |
| 26. Mai       | 2. Etappe Belgien-Rundfahrt                   | 2.HC | André Greipel    |
| 28. Mai       | 4. Etappe Belgien-Rundfahrt                   | 2.HC | Philippe Gilbert |
| 29. Mai       | 5. Etappe Belgien-Rundfahrt                   | 2.HC | André Greipel    |
| 25.–29. Mai   | Gesamtwertung Belgien-Rundfahrt               | 2.HC | Philippe Gilbert |
| 18. Juni      | 4. Etappe Ster ZLM Toer                       | 2.1  | Philippe Gilbert |
| 15.–19. Juni  | Gesamtwertung Ster ZLM Toer                   | 2.1  | Philippe Gilbert |
| 26. Juni      | Belgische Meisterschaft – Straßenrennen       | CN   | Philippe Gilbert |
| 15. August    | Belgische Meisterschaft – Einzelzeitfahren    | CN   | Philippe Gilbert |
| 14. September | Grand Prix de Wallonie                        | 1.1  | Philippe Gilbert |

## Zugänge – Abgänge
| Zugänge             | Team 2010                    | Abgänge                       | Team 2011                      |
| ------------------- | ---------------------------- | ----------------------------- | ------------------------------ |
| Jussi Veikkanen     | Française des Jeux           | Jean-Christophe Péraud        | AG2R La Mondiale               |
| Frederik Willems    | Liquigas-Doimo               | Greg Van Avermaet             | BMC Racing Team                |
| Jurgen Van De Walle | Quick Step                   | Leif Hoste                    | Katusha Team                   |
| Gert Dockx          | Team HTC-Columbia            | Daniel Moreno                 | Katusha Team                   |
| André Greipel       | Team HTC-Columbia            | Mickaël Delage                | FDJ                            |
| Adam Hansen         | Team HTC-Columbia            | Charles Wegelius              | UnitedHealthcare Pro Cycling   |
| Vicente Reynés      | Team HTC-Columbia            | Staf Scheirlinckx             | Veranda’s Willems-Accent       |
| Marcel Sieberg      | Team HTC-Columbia            | Jurgen Van Goolen             | Veranda’s Willems-Accent       |
| Óscar Pujol         | Cervélo TestTeam             | Wilfried Cretskens            | Donckers Koffie-Jelly Belly    |
| David Boucher       | Landbouwkrediet              | Tom Stubbe                    | Donckers Koffie-Jelly Belly    |
| Klaas Lodewyck      | Topsport Vlaanderen-Mercator | Jonas Ljungblad               | Differdange-Magic-SportFood.de |
| Maarten Neyens      | Topsport Vlaanderen-Mercator | Christophe Brandt             | Karriereende                   |
| Sven Vandousselaere | Jong Vlaanderen-Bauknecht    | Glenn D’Hollander             | Karriereende                   |
| Bart De Clercq      | Neoprofi                     | Michiel Elijzen               | Karriereende                   |
| Jens Debusschere    | Neoprofi                     | Gerben Löwik                  | Karriereende                   |
|                     |                              | Matthew Lloyd (bis 14. April) | Unbekannt                      |

## Mannschaft
| Name                          | Geburtstag         | Nationalität           | Team 2012                    |
| ----------------------------- | ------------------ | ---------------------- | ---------------------------- |
| Mario Aerts                   | 31. Dezember 1974  | Belgien                | Karriereende                 |
| Jan Bakelants                 | 14. Februar 1986   | Belgien                | RadioShack-Nissan            |
| Adam Blythe                   | 1. Oktober 1989    | Vereinigtes Königreich | BMC Racing Team              |
| David Boucher                 | 17. März 1980      | Frankreich             | FDJ-Big Mat                  |
| Bart De Clercq                | 26. August 1986    | Belgien                | Lotto Belisol Team           |
| Francis De Greef              | 2. Februar 1985    | Belgien                | Lotto Belisol Team           |
| Kenny Dehaes                  | 10. November 1984  | Belgien                | Lotto Belisol Team           |
| Jens Debusschere              | 28. August 1989    | Belgien                | Lotto Belisol Team           |
| Gert Dockx                    | 4. Juli 1988       | Belgien                | Lotto Belisol Team           |
| Philippe Gilbert              | 5. Juli 1982       | Belgien                | BMC Racing Team              |
| André Greipel                 | 16. Juli 1982      | Deutschland            | Lotto Belisol Team           |
| Adam Hansen                   | 11. Mai 1981       | Australien             | Lotto Belisol Team           |
| Olivier Kaisen                | 30. April 1983     | Belgien                | Lotto Belisol Team           |
| Sebastian Lang                | 15. September 1979 | Deutschland            | Karriereende                 |
| Klaas Lodewyck                | 24. März 1988      | Belgien                | BMC Racing Team              |
| Maarten Neyens                | 1. März 1985       | Belgien                | Lotto Belisol Team           |
| Óscar Pujol                   | 16. Oktober 1983   | Spanien                | unbekannt                    |
| Vicente Reynés                | 30. Juli 1981      | Spanien                | Lotto Belisol Team           |
| Jürgen Roelandts              | 2. Juli 1985       | Belgien                | Lotto Belisol Team           |
| Marcel Sieberg                | 30. April 1982     | Deutschland            | Lotto Belisol Team           |
| Jurgen Van De Walle           | 9. Februar 1977    | Belgien                | Lotto Belisol Team           |
| Jurgen Van Den Broeck         | 1. Februar 1983    | Belgien                | Lotto Belisol Team           |
| Sven Vandousselaere           | 29. August 1988    | Belgien                | Topsport Vlaanderen-Mercator |
| Jelle Vanendert               | 19. Februar 1985   | Belgien                | Lotto Belisol Team           |
| Jussi Veikkanen               | 29. März 1981      | Finnland               | FDJ-Big Mat                  |
| Frederik Willems              | 8. September 1979  | Belgien                | Lotto Belisol Team           |
| Stagiaire: Tosh Van Der Sande | 28. November 1990  | Belgien                | Lotto Belisol Team           |